# 格雷夫斯峰

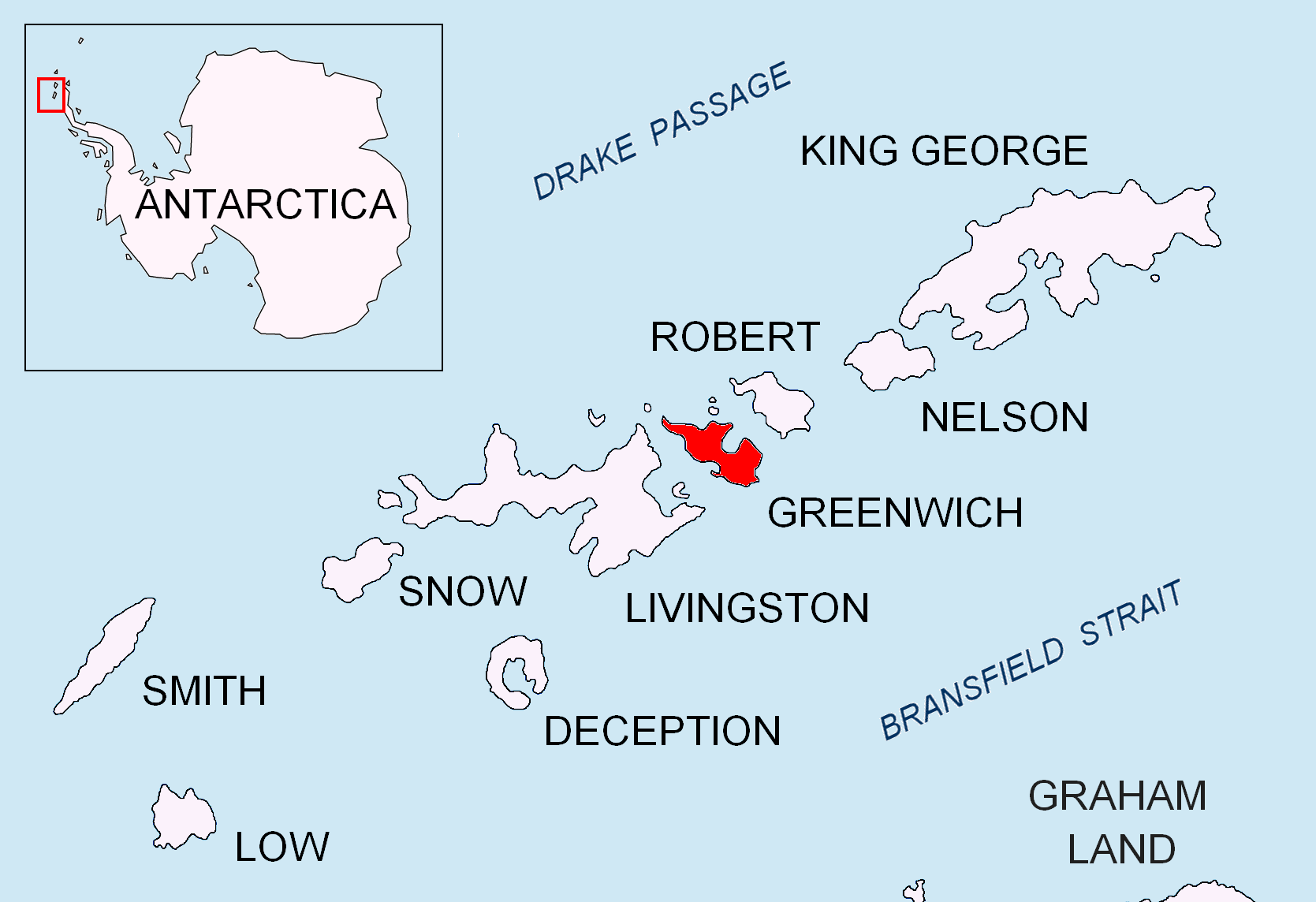

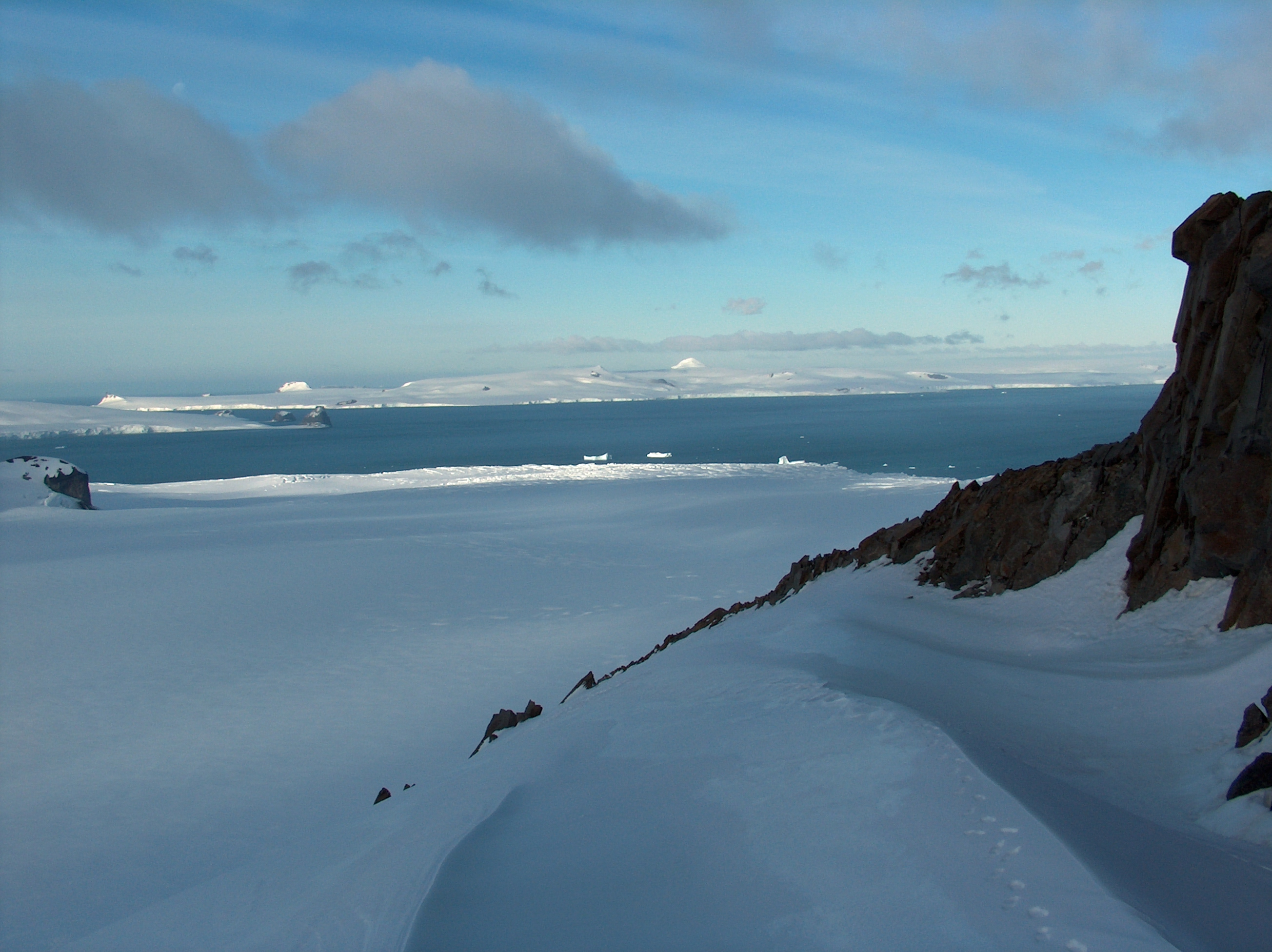

格雷夫斯峰（英語：Greaves Peak）是南極洲的冰原島峰，位於南設得蘭群島中格林尼治島西北部，海拔高度240米，處於杜夫角東南面2.11公里、赫拉巴冰原島峰以西1.49公里、克魯奇峰以西2.67公里、塞索布勒普提斯冰原島峰西北面4.16公里。

## 外部連結
- SCAR Composite Antarctic Gazetteer（页面存档备份，存于）.

62°27′15″S 59°59′21.9″W / 62.45417°S 59.989417°W